# Meteorus guineverae
Meteorus guineverae (лат.) — вид паразитических наездников рода Meteorus из семейства Braconidae. Неотропика (Колумбия и Коста-Рика).

## Описание
Мелкие наездники. Основная окраска тела коричневая с жёлтыми и тёмными отметинами. От близких видов отличаются следующими признаками: усики с 26–32 члениками; затылочный киль полный; коготок лапок либо с маленькой либо с большой долей; первый тергит одноцветный; второй и третий тергиты в основном тёмные (чёрные или темно-коричневые); на первом тергите брюшка имеется дорсопе, нотаули развиты; второй тергит гладкий. Первый брюшной тергит стебельчатый (петиоль короткий). Нижнегубные щупики состоят из 3 сегментов. Трохантеллюс (2-й вертлуг) отделён от бедра. В переднем крыле развита 2-я радиомедиальная жилка. Предположительно, как и другие виды рода эндопаразитоиды гусениц бабочек или личинок жуков. Вид был впервые описан в 2011 году американскими энтомологами Helmuth Aguirre и Scott Richard Shaw (University of Wyoming, Department of Ecosystem Science and Management, Laramie, Вайоминг, США).